# Irina Mushailova
Irina Mushailova (née le 6 janvier 1967 à Krasnodar) est une athlète russe spécialiste du saut en longueur.
Elle se classe cinquième des Jeux olympiques de 1992, quatrième des Championnats du monde en salle de 1993, et septième des Championnats d'Europe de 1994, année dans laquelle elle établit la meilleure performance de sa carrière avec 7,20 m (Saint-Pétersbourg, le 14 juillet 1994). Elle obtient les meilleurs résultats de sa carrière lors de la saison 1995 en remportant tout d'abord la médaille d'argent des Championnats du monde en salle de Barcelone (6,90 m) où elle s'incline face à sa compatriote Lyudmila Galkina (6,95 m), puis en montant sur la troisième marche du podium des Championnats du monde de Göteborg (6,83 m), derrière l'Italienne Fiona May et la Cubaine Niurka Montalvo. 

## Palmarès
| Date | Compétition                    | Lieu      | Place |
| ---- | ------------------------------ | --------- | ----- |
| 1992 | Jeux olympiques                | Barcelone | 5e    |
| 1993 | Championnats du monde en salle | Toronto   | 4e    |
| 1994 | Championnats d'Europe          | Helsinki  | 7e    |
| 1995 | Championnats du monde en salle | Barcelone | 2e    |
| 1995 | Championnats du monde          | Göteborg  | 3e    |